# Uasaña
Uasaña ou Guasaraña est une localité de la paroisse civile d'Alto Ventuari dans la municipalité de Manapiare dans l'État d'Amazonas au Venezuela sur les rives du río Ventuari.